# 田庆盈
田庆盈（1967年9月—），男，山东济南人，中华人民共和国政治人物。现任中共四川省委常委、副省长。

## 生平
曾任济南市天桥区副区长，济南化工产业园区管委会主任，槐荫区区长，历下区区长、区委书记。2015年6月，离开济南，出任中共莱芜市委副书记。2017年2月，升任中共青岛市委常委，4月兼任政法委书记。2018年7月，任中共潍坊市委副书记、市长。2021年1月，升任中共潍坊市委书记。
2022年7月，跨省升任四川省人民政府党组成员、副省长，晋升副部级。2025年4月，任中共四川省委常委。